# مکان ملی تاریخی فورت لنگلی
مکان ملی تاریخی فورت لنگلی (به انگلیسی: Fort Langley National Historic Site) یک منطقهٔ مسکونی در کانادا است که در لنگلی، بریتیش کلمبیا (شهرداری ناحیه) واقع شده‌است.